# Palazzo Angarano-Maranta
Palazzo Angarano-Maranta è un palazzo storico di Modugno (BA). 
È situato in via Cairoli, dove era il varco nelle mura cittadine che dava sulla strada che conduceva a Bari: la cosiddetta Porta di Bari.
Il palazzo presenta una facciata molto elegante con un arco a tutto sesto che comprende il portone centrale con ai lati sue paraste ornate. Questo ingresso è completato da una grande trifora al piano superiore che sovrasta una balaustra di colonnine. Sulla trabeazione è presente l'iscrizione in latino: “D.O.M. – B.M.V. –Hieronimus I.C. Origine Piacentinus Ex Patrizia Famiglia De Ancorano Suis Et Familiaribus Erexit – Anno Salutis MLDCLVIII” (Traduzione italiana: A Dio ottimo massimo – Alla Beata Vergine Maria – Girolamo piacentino di origine della famiglia patrizia degli Ancorano eresse per i suoi familiari – nell'anno della redenzione 1658).
Il piano superiore è diviso da un cornicione marcapiano molto aggettante che percorre tutta la lunghezza del palazzo.
Nella parte sinistra, l'edificio presenta un corpo di fabbrica avanzato con la parte inferiore ornata da un bugnato, in continuità con il resto dell'edificio, e la parte superiore che forma un terrazzino contornato da balaustra con colonnine.
Il palazzo fu edificato nel 1658 dal Magnifico Francesco Geronimo Ancarano partitario delle entrate e gabelle della Università di Modugno e addetto a fare le annuali scorte e provviste (partite) di grano per tutti gli abitanti di Modugno alla fine del XVII secolo.
La famiglia Angarano, originaria di Novara (secondo alcune fonti; mentre, stando alla traduzione dell'iscrizione presenta sulla facciata del palazzo di famiglia, sembrerebbe di origine piacentina) si trasferì a Bitonto e si espanse a Modugno nel XVII secolo. Il suo stemma familiare è un'àncora.